# Holarchaea globosa
Holarchaea globosa is een spinnensoort uit de familie Anapidae. De soort komt voor in Tasmanië.